# Pločice (Konavle)
Pločice su naselje u Dubrovačko-neretvanskoj županiji, smješteno u općini Konavle.

## Zemljopisni položaj
Pločice se nalaze na odvojku ceste koja vodi od jadranske turističke ceste prema poluotoku Prevlaka, u neposrednoj blizini granice prema Crnoj Gori.

## Povijest
Tijekom Domovinskog rata Pločice su jedno od prvih napadnutih sela u Konavlima te su ih okupirali JNA i četničke postrojbe. Mjesto je tijekom okupacije u potpunosti bilo uništeno, opljačkano i spaljeno. Pločice su nekada bile glavno administrativno mjesto Konavala.

## Gospodarstvo
Gospodarstvo je u Pločicama nerazvijeno, a jedina grana privrede je poljoprivreda.

## Stanovništvo
U Pločicama, prema popisu stanovnika iz 2011. godine, žive 83 stanovnika uglavnom Hrvata katoličke vjeroispovjesti.
| broj stanovnika | 381   | 409   | 191   | 249   | 444   | 254   | 243   | 249   | 194   | 186   | 190   | 175   | 149   | 119   | 95    | 83    | 68    |
|                 | 1857. | 1869. | 1880. | 1890. | 1900. | 1910. | 1921. | 1931. | 1948. | 1953. | 1961. | 1971. | 1981. | 1991. | 2001. | 2011. | 2021. |

## Poznate osobe
- Nikola Kovač
- Martin Sentić